# Loganijevke
Loganijevke (lat. Loganiaceae), biljna porodica u redu sirištarolike koja je dobila ime po rodu loganija (Logania), a svakako je najpoznatiji rod strihnos (Strychnos) od kojeg se dobiva poznati otrov strihnin, za koji ne postoji specifičan protuotrov.

## Opis
Pripada mu desetak rodova drvenastih loza, grmlja ili drveća, pretežno po tropskim krajevima, od kojih su mnoge otrovne, ali i ljekovite vrste, kao Spigelia marilandica iz SAD-a, s prekrasnim cvjetovima, također se uzgajaju kao ukrasna biljka a kao lijek ako se krivo dozira, može izazvati cijeli niz problema, ubrzani rad srca, vrtoglavice, konvulzije i eventualno smrt.. Članovi poorodice imaju lisnate dodatke na dnu lisnih peteljki i imaju terminalne cvjetne grozdove. Prsten latica na svakom cvijetu ima četiri ili pet preklapajućih režnjeva. Plodovi variraju od kapsula do mesnatih koštunica. Otrovni alkaloidi koji se nalaze u kori i sjemenu biljaka iz roda Strychnos koriste se kao otrov za strijele, kao što je kurare i u lijekovima koji stimuliraju srce i središnji živčani sustav. Natalska naranča (Strychnos spinosa) iz južne Afrike proizvodi žute bobice s jestivom pulpom.
Izumrla vrsta Strychnos electri, čiji su fosilizirani cvjetovi datirani u srednje tercijarno razdoblje (prije između 15 i 30 milijuna godina), predstavlja najstariji poznati asterid (loza cvjetnica); njegovo otkriće 2016. pružilo je novi uvid u evoluciju angiospermi.

## Tribusi i rodovi
- Familia Loganiaceae R. Br. ex Mart. (501 spp.)
  - Tribus Antonieae Endl.
    - Antonia Pohl (1 sp.)
    - Bonyunia M. R. Schomb. ex Progel (10 spp.)
    - Usteria Willd. (1 sp.)
    - Norrisia Gardner (2 spp.)

  - Tribus Strychneae Soler.
    - Strychnos L. (202 spp.)
    - Neuburgia Blume (11 spp.)
    - Gardneria Wall. (5 spp.)

  - Tribus Spigelieae Dumort.
    - Spigelia L. (97 spp.)

  - Tribus Loganieae Kitt.
    - Logania R. Br. (23 spp.)
    - Schizacme Dunlop (5 spp.)
    - Adelphacme K. L. Gibbons, B. J. Conn & Henwood (1 sp.)
    - Phyllangium Dunlop (5 spp.)
    - Mitrasacme Labill. (55 spp.)
    - Geniostoma J. R. Forst. & G. Forst. (52 spp.)
    - Mitreola L. (18 spp.)
    - Orianthera C. S. P. Foster & B. J. Conn (13 spp.)